# Panionios de Chios
Panionios (en grec Πανιώνιος / Panionios ; en latin Panionius) dit Panionios de Chios, est le nom d'un marchand d'esclaves qui vécut entre la fin du VIe siècle av. J.-C. et le début du Ve siècle av. J.-C. ; mentionné par l'historien grec Hérodote au Ve siècle av. J.-C., c'est l'un des premiers marchands d'esclaves connus.
Originaire de l'île de Chios, en mer Égée, Panionios achetait des jeunes garçons pour les revendre, après les avoir castrés, à Sardes et à Éphèse, en Asie Mineure, alors sous domination perse. Hermotime (en), l'une de ses victimes, deviendra l'eunuque préféré du Grand Roi perse Xerxès Ier.
Hérodote raconte que, pendant que Xerxès se trouvait à Sardes et se préparait à marcher avec ses troupes contre Athènes, Hermotime se rendit dans la cité d'Atarnée, en Mysie, dont les terres étaient cultivées par les habitants de Chios, et y rencontra Panionios. Il lui témoigna d'abord beaucoup d'amitié, pour tout le bien qu'il lui avait procuré, et passa ensuite à la récompense qu'il promettait de lui faire par reconnaissance, s'il acceptait de venir avec toute sa famille chez lui. Séduit par ces offres, Panionios se rendit chez Hermotime avec sa femme et ses enfants. Quand celui-ci l'eut en sa puissance avec toute sa famille, il lui dit :

« Ô de tous les hommes le plus scélérat, qui gagnes ta vie au plus infâme métier ! Quel mal t'avions-nous fait, moi et les miens, à toi ou à quelqu'un des tiens, pour m'avoir privé de mon sexe, et m'avoir réduit à n'être plus rien ? T'étais-tu donc imaginé que les dieux n'auraient aucune connaissance de ton action ? Scélérat ! Par un juste jugement, ils t'ont attiré par un appât trompeur entre mes mains, afin que tu ne puisses te plaindre de la peine que je vais t'infliger. »

Après ces reproches, Hermotime se fit amener les quatre enfants de Panionios, et le força à les émasculer lui-même. Panionios, s'y voyant contraint, le fit ; et, cet ordre exécuté, Hermotime obligea les enfants à faire la même opération à leur propre père. C'est ainsi, dit Hérodote, que fut puni Panionios, et qu'Hermotime se vengea.

## Sources primaires
- Hérodote, Histoires, VIII, 105–106.

## Sources secondaires
- Thomas E. J. Wiedemann, Greek and Roman slavery, Johns Hopkins University Press, 1981,  (ISBN 0801825156)